# Re:Mind
Re: Mind è una serie televisiva giapponese pubblicata su Netflix il 13 ottobre 2017 e trasmessa anche su TV Tokyo a partire dal 19 ottobre. La serie è stata prodotta da Akira Uchikata, Yusuke Ishida e Yusuke Koroyasu, e il cast è composto dal gruppo di idol giapponese Hinatazaka46.

## Trama
Dopo essersi svegliate in una vecchia stanza in stile vittoriano, undici compagne di classe si ritrovano sedute a un grande tavolo da pranzo, con i piedi incatenati al pavimento. Scoprono che la loro situazione potrebbe essere collegata alla precedente scomparsa di una loro compagna di classe di nome Miho. Mentre cercano di capire come fuggire, alcune ragazze iniziano a sparire dal tavolo una ad una. Le studentesse si rendono conto di condividere un passato con Miho, ma il sospetto che una di loro potrebbe essere l'artefice della trappola è sempre più alto.

## Cast
I personaggi principali sono membri del gruppo di idol giapponesi Hinatazaka46; i personaggi hanno gli stessi nomi degli attori:
- Mirei Sasaki
- Sarina Ushio
- Mei Higashimura
- Ayaka Takamoto
- Kyoko Saito
- Kumi Sasaki
- Shiho Kato
- Yuuka Kageyama
- Mao Iguchi
- Mana Takase
- Memi Kakizaki
- Miho Watanabe

## Produzione
Re: Mind è una serie tv prodotta da Tokyo TV e Netflix.

### Staff
- Pianificazione - Yasushi Akimoto
- Sceneggiatura - Yoshimichi Murooka, Hirofumi Tanaka, Daisuke Hosaka
- Musica - Taro Makito
- Canzone di apertura - Keyakizaka46 "Still Walking"
- Produttore: Kentaro Yamato, Satoshi Egawa, Toshiya Nomura
- Co-produttore - Nakadake Take
- Produttore associato - Fumiaki Kobayashi
- Contenuti Produttore - Naofumi Takiyama, Yuzo Kikuma
- Regista - Akira Uchikata, Yusuke Ishida, Goroyasu YuRyo, Tsuyoshi Furukawa
- Produzione - TV TOKYO, Netflix
- Lavori di produzione - Comitato di produzione "Re: Mind"

## Critica
Kirsten Howard di Den of Geek  ha dichiarato: "Re: Mind è un dolce, dolce cibo per i drogati del mistero".
Francesco Belliti ha scritto su Nocturno: "Ciò che però distingue Re:Mind è un senso di voluta incompiutezza, quasi a voler sottolineare l’impossibilità di comprendere tutte le sfaccettature della storia e delle protagoniste, specialmente quelle che rimarranno in gioco quasi fino alla fine. (...) Volendo risultare più digeribile a un pubblico occidentale, Re:Mind ha centrato solo in parte l’obiettivo." 

## Curiosità
Il libro presente in tutti e dodici gli episodi della serie e intitolato "I guess everything reminds you of something" ad opera di Ernest Hemingway, è in realtà il titolo di un racconto breve mai pubblicato come opera a sé stante, dello stesso autore, ed apparso unicamente come facente parte della raccolta postuma "The Complete Short Stories of Ernest Hemingway: The Finca Vigía Edition" pubblicata per la prima volta dall'editore Scribner nel 1987.